# Begraafplaats van Lendelede
De Begraafplaats van Lendelede is een gemeentelijke begraafplaats in de Belgische gemeente Lendelede. De begraafplaats ligt langs de Ingelmunstersestraat, 230 m noordoostelijk van de Sint-Blasiuskerk. Ze heeft een rechthoekige vorm en is door een bakstenen muur omgeven. 

## Brits oorlogsgraf
Op de begraafplaats ligt rechts van het middelste pad het graf van de Brit John Cowie, trooper bij het Royal Armoured Corps. Hij sneuvelde in de strijd tegen het oprukkende Duitse leger op 25 mei 1940. 
Zijn graf wordt door de gemeente onderhouden en staat bij de Commonwealth War Graves Commission geregistreerd onder Lendelede Communal Cemetery.